# Präsidentschafts- und Parlamentswahl in Chile 2017
Die Präsidentschafts- und Parlamentswahl in Chile 2017 fand am 19. November statt. Die Stichwahl der Präsidentenwahl wurde am 17. Dezember durchgeführt.
Bei ihr wurden der Präsident der Republik und die Mitglieder des Nationalkongress (155 Mandate in der Abgeordnetenkammer und 23 von 50 Mandate im Senat) gewählt.
Gleichzeitig wurden auch die Abgeordneten der Regionalräte (Consejos regionales) der 16 Regionen gewählt.
Im ersten Wahlgang am 19. November 2017 erreichte keiner der sieben Kandidaten die absolute Stimmenmehrheit, weswegen am 17. Dezember 2017 eine Stichwahl zwischen den beiden bestplatzierten Kandidaten Sebastián Piñera und Alejandro Guillier stattfand. Piñera siegte nach Auszählung fast aller Stimmen (54,6 Prozent). Sein Herausforderer Guillier (45,4 Prozent) räumte eine „schmerzhafte Niederlage“ ein.
Am 11. März 2018 übernahm Piñera sein Amt.
Im Gegensatz zum vorherigen Parlament konnte sich in Chile 2017 eine relativ starke dritte Kraft etablieren. Das erst im Januar 2017 gegründete linke Parteienbündnis Frente Amplio verbuchte ein von Beobachtern nicht erwartet gutes Ergebnis und stellte ab sofort 20 Abgeordnete im Parlament und mit Juan Ignacio Latorre Riveros einen Senator für den Wahlbezirk Valparaíso. Es konnte sich damit als dritte politische Kraft in Chile etablieren. Der größte Teil der Abgeordneten stammt aus der Partei Revolución Democrática (RD).

## Präsidentschaftskandidaten

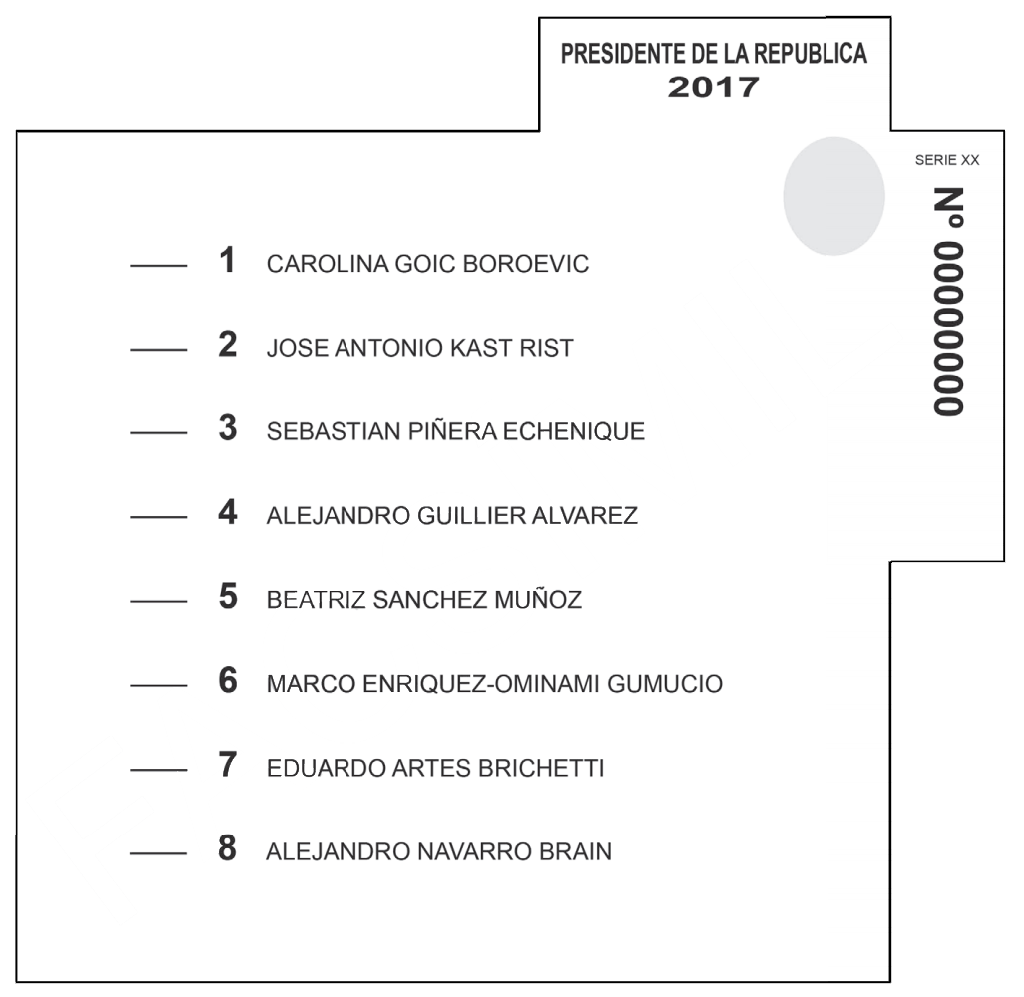
Stimmzettel des ersten Wahlgangs

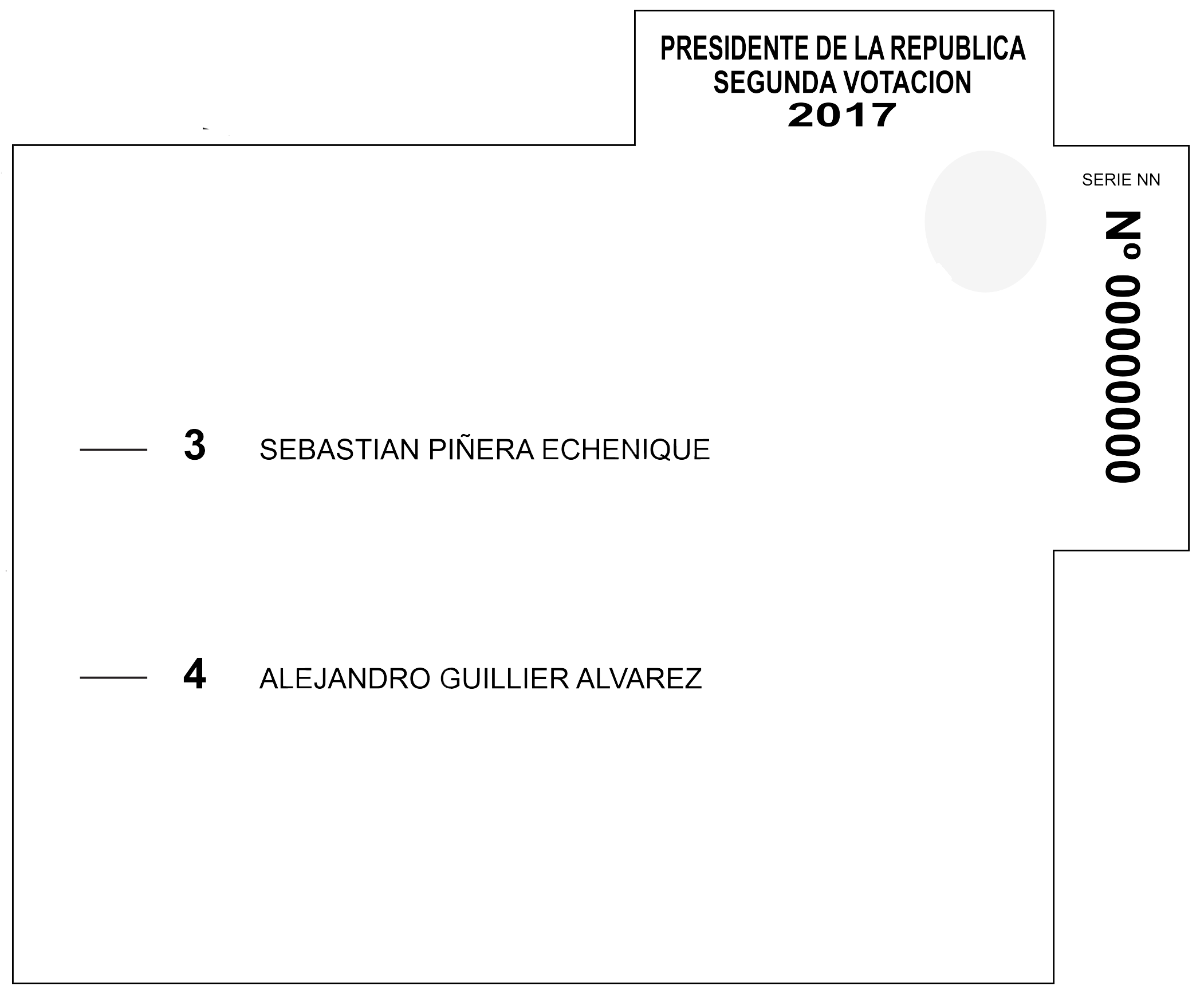
Stimmzettel des zweiten Wahlgangs

Die folgenden acht Personen wurden vom Servel, der chilenischen Wahlbehörde, als Präsidentschaftskandidaten akzeptiert und am 12. September 2017 offiziell registriert.

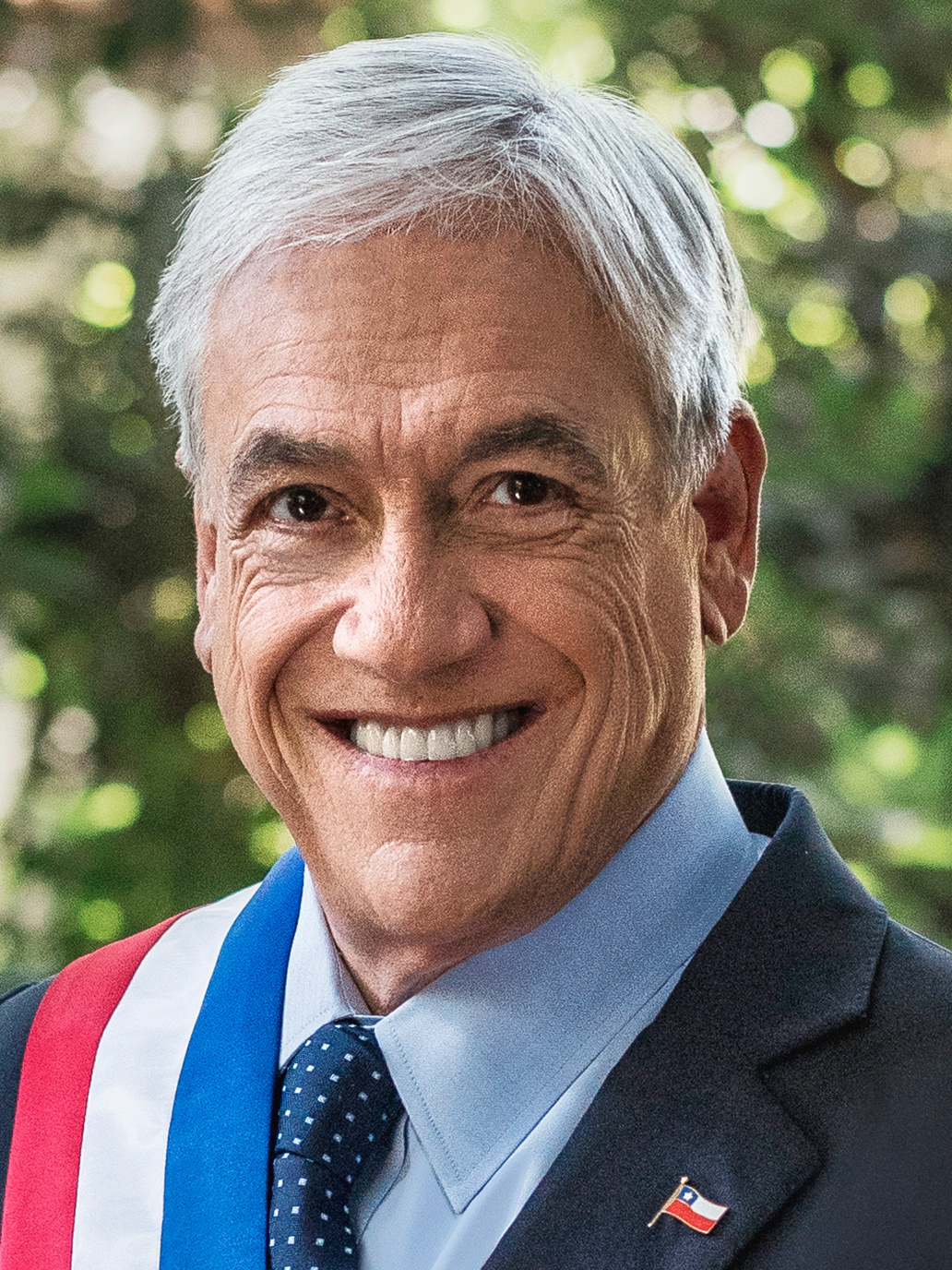
Sebastián Piñera Chile Vamos liberal-konservativ
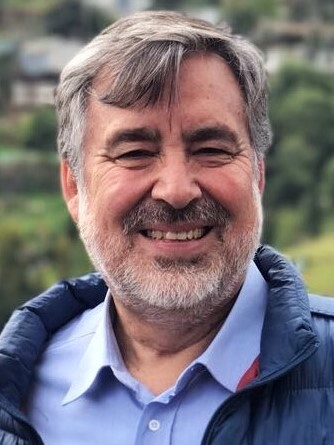
Alejandro Guillier Nueva Mayoría sozialistisch
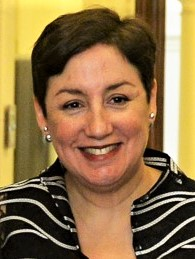
Beatriz Sánchez Frente Amplio ökosozialistisch
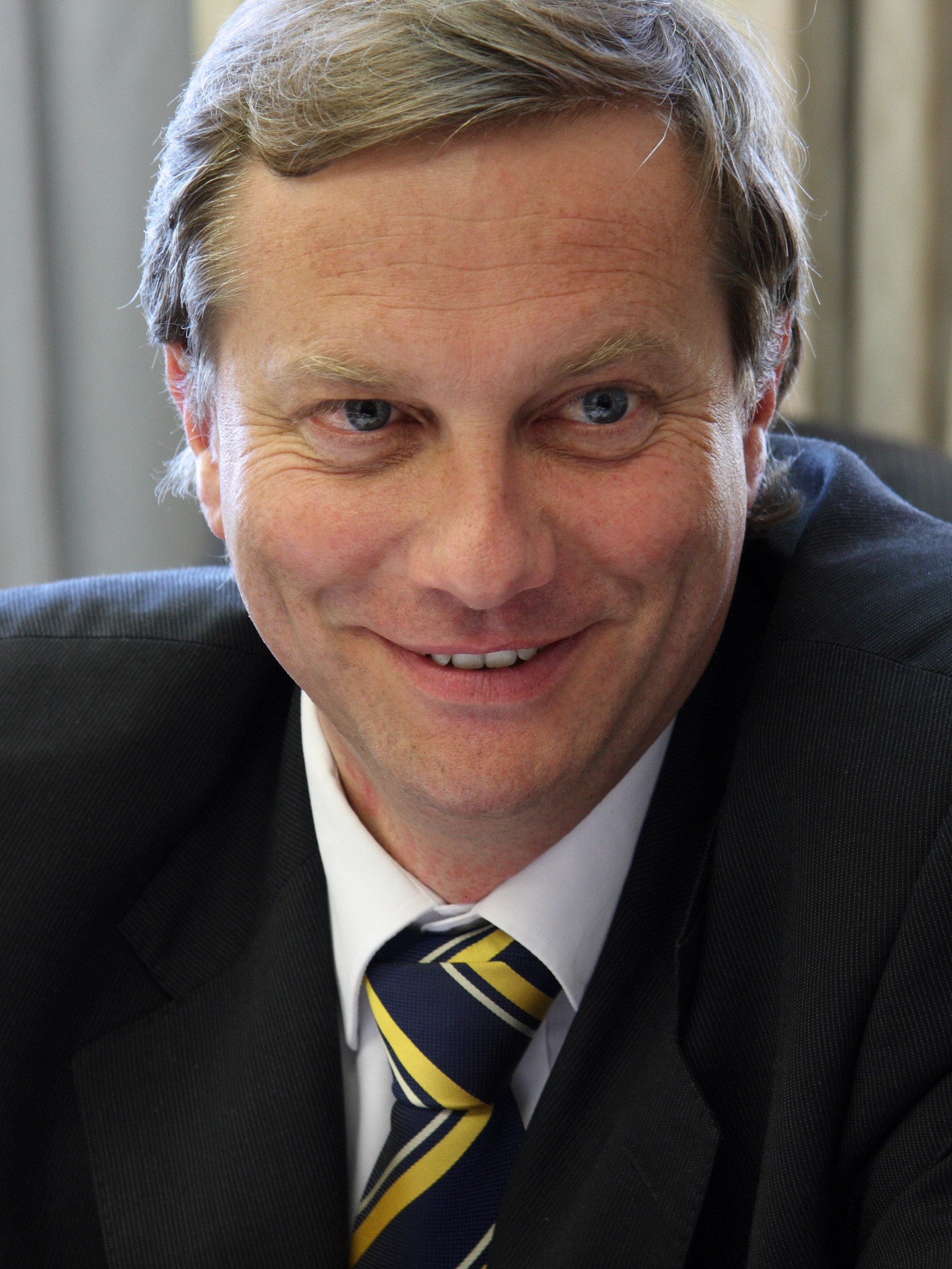
José Antonio Kast Rist unabhängig[4] konservativ
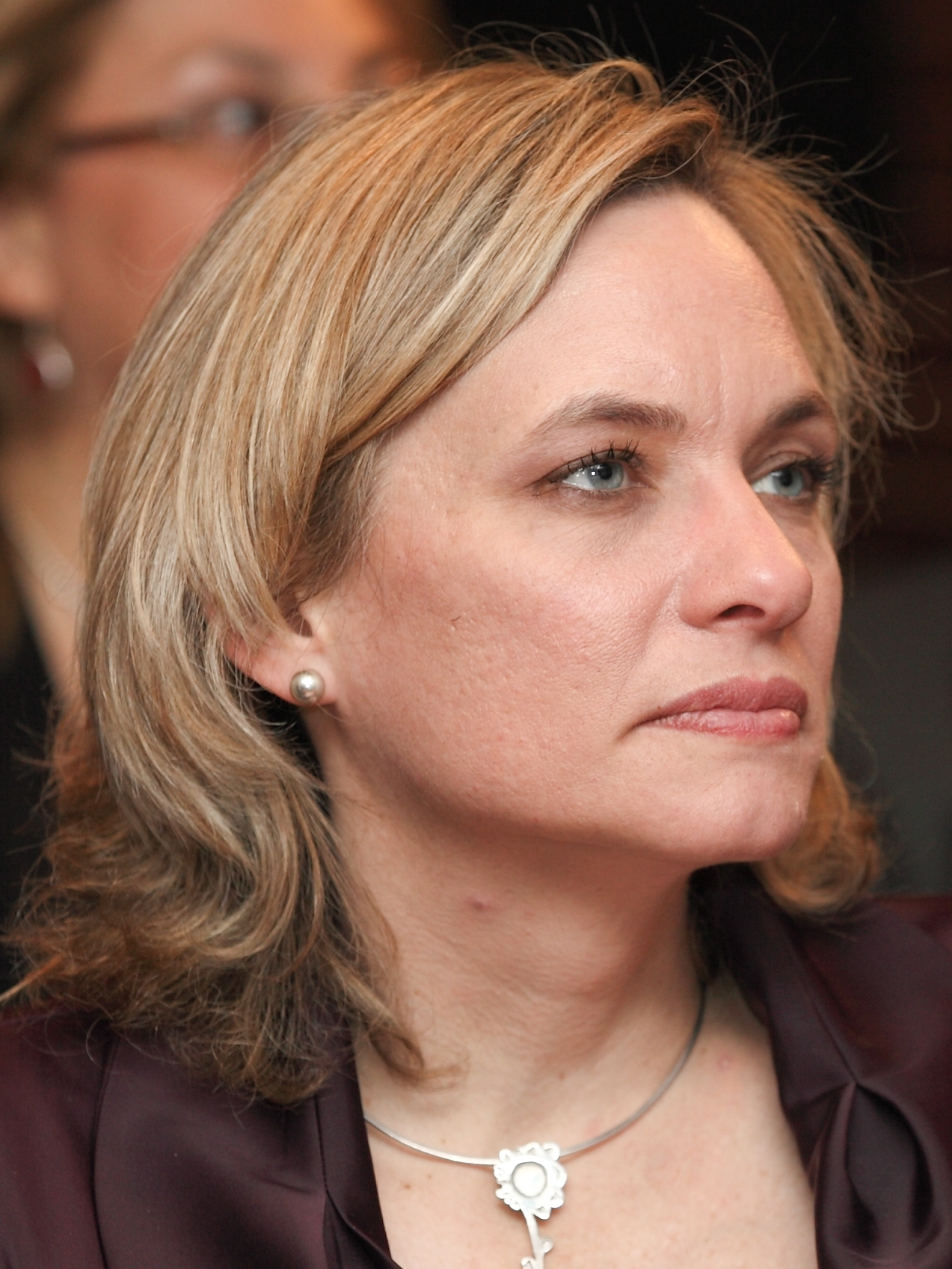
Carolina Goic Partido Demócrata Cristiano de Chile christdemokratisch-zentristisch
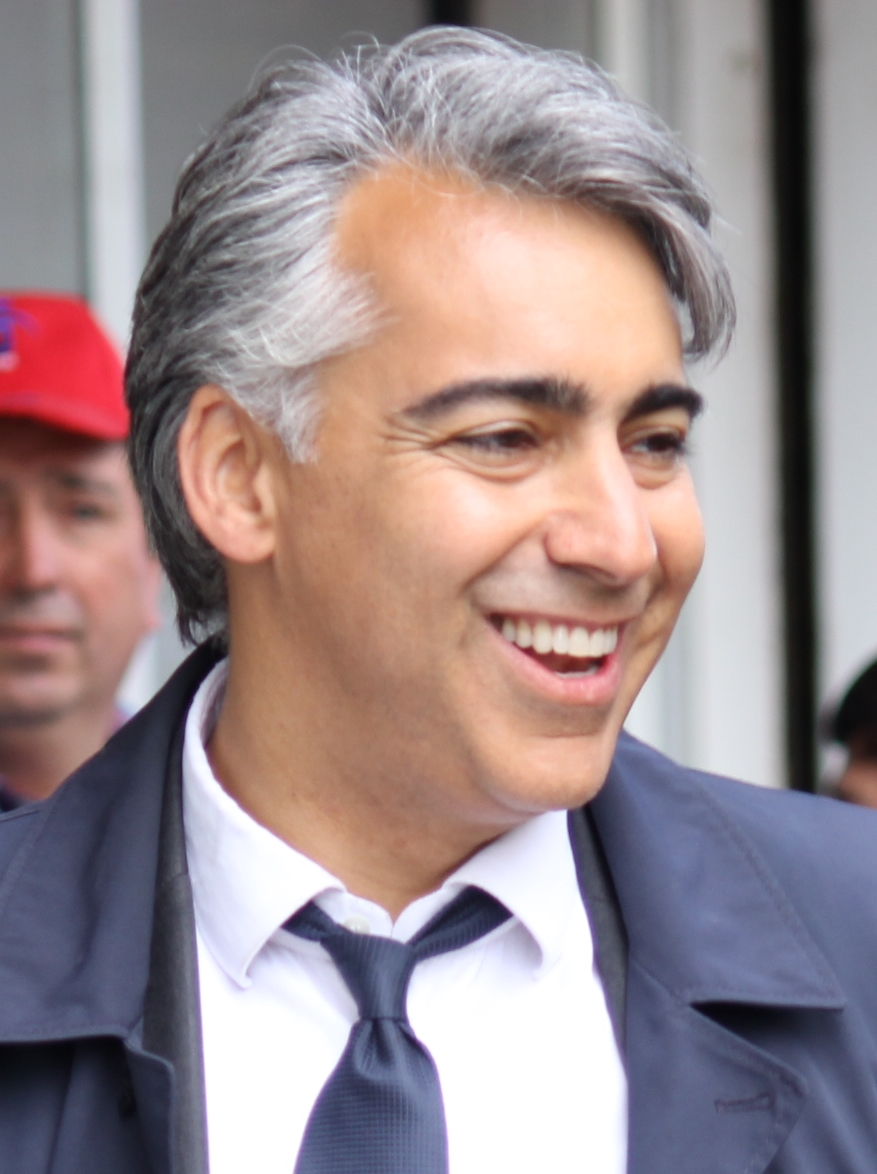
Marco Enríquez-Ominami Fortschrittspartei ökosozialistisch
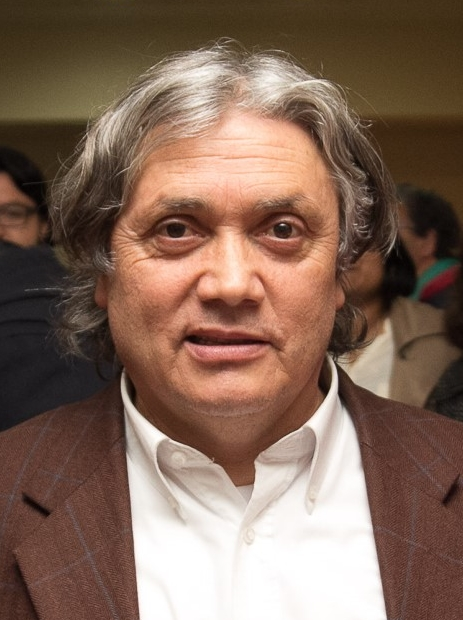
Alejandro Navarro País sozialistisch

## Ergebnis

### Präsidentschaftswahl
| Kandidaten                                 | Kandidaten             | Parteien                             | 1. Wahlgang | 1. Wahlgang | 2. Wahlgang | 2. Wahlgang |
| Kandidaten                                 | Kandidaten             | Parteien                             | Stimmen     | %           | Stimmen     | %           |
| ------------------------------------------ | ---------------------- | ------------------------------------ | ----------- | ----------- | ----------- | ----------- |
|                                            | Sebastián Piñera       | Chile Vamos                          | 2.418.540   | 36,6        | 3.796.918   | 54,6        |
|                                            | Alejandro Guillier     | Nueva Mayoría                        | 1.498.040   | 22,7        | 3.160.628   | 45,4        |
|                                            | Beatriz Sánchez        | Frente Amplio                        | 1.338.037   | 20,3        |             |             |
|                                            | José Antonio Kast      | Unabhängig                           | 523.375     | 7,9         |             |             |
|                                            | Carolina Goic          | Partido Demócrata Cristiano de Chile | 387.784     | 5,9         |             |             |
|                                            | Marco Enríquez-Ominami | Partido Progresista                  | 376.871     | 5,7         |             |             |
|                                            | Eduardo Artés          | Unión Patriótica                     | 33.665      | 0,5         |             |             |
|                                            | Alejandro Navarro      | País                                 | 23.968      | 0,4         |             |             |
| Gesamt                                     | Gesamt                 | Gesamt                               | 6.600.280   | 100         | 6.957.546   | 100         |
|                                            |                        |                                      |             |             |             |             |
| Ungültige Stimmen                          | Ungültige Stimmen      | Ungültige Stimmen                    | 103.047     | 1,5         | 75.332      | 1,1         |
| Wähler                                     | Wähler                 | Wähler                               | 6.703.327   | 46,7        | 7.032.878   | 49,0        |
| Wahlberechtigte                            | Wahlberechtigte        | Wahlberechtigte                      | 14.347.288  |             | 14.347.288  |             |
|                                            |                        |                                      |             |             |             |             |
| Quellen: SERVEL, 1. Wahlgang – 2. Wahlgang |                        |                                      |             |             |             |             |

a Dabei 39.137 Wähler aus dem Ausland.

b Dabei 23.308 Stimmen aus dem Ausland.

### Parlamentswahl

#### Abgeordnetenkammer
| Wahlbündnisse                      | Wahlbündnisse                           | Listen                                  | Stimmen   | %    | Mandate |
| ---------------------------------- | --------------------------------------- | --------------------------------------- | --------- | ---- | ------- |
|                                    | Chile Vamos                             | Renovación Nacional                     | 1.067.962 | 17,8 | 36      |
| Unión Demócrata Independiente      | Chile Vamos                             | 958.414                                 | 16,0      | 30   |         |
| Evópoli                            | Chile Vamos                             | 255.254                                 | 4,3       | 6    |         |
| Partido Regionalista Independiente | Chile Vamos                             | 39.710                                  | 0,7       | –    |         |
| ↳ Gesamt                           | Chile Vamos                             | 2.321.340                               | 38,7      | 72   |         |
|                                    | Nueva Mayoría                           | Partido Socialista de Chile             | 585.393   | 9,8  | 19      |
| Partido por la Democracia          | Nueva Mayoría                           | 366.097                                 | 6,1       | 8    |         |
| Partido Comunista de Chile         | Nueva Mayoría                           | 275.055                                 | 4,6       | 8    |         |
| Partido Radical Socialdemócrata    | Nueva Mayoría                           | 216.558                                 | 3,6       | 8    |         |
| ↳ Gesamt                           | Nueva Mayoría                           | 1.443.103                               | 24,1      | 43   |         |
|                                    | Frente Amplio                           | Revolución Democrática                  | 342.965   | 5,7  | 10      |
| Partido Humanista de Chile         | Frente Amplio                           | 253.580                                 | 4,2       | 5    |         |
| Partido Igualdad                   | Frente Amplio                           | 129.271                                 | 2,2       | 1    |         |
| Partido Ecologista Verde de Chile  | Frente Amplio                           | 128.601                                 | 2,1       | 1    |         |
| Poder Ciudadano                    | Frente Amplio                           | 87.350                                  | 1,5       | 1    |         |
| Partido Liberal de Chile           | Frente Amplio                           | 46.612                                  | 0,8       | 2    |         |
| ↳ Gesamt                           | Frente Amplio                           | 988.379                                 | 16,5      | 20   |         |
|                                    | Convergencia Democrática                | Partido Demócrata Cristiano de Chile    | 616.643   | 10,3 | 14      |
| Izquierda Ciudadana                | Convergencia Democrática                | 14.345                                  | 0,2       | –    |         |
| MAS Region                         | Convergencia Democrática                | 9.558                                   | 0,2       | –    |         |
| ↳ Gesamt                           | Convergencia Democrática                | 640.546                                 | 10,7      | 14   |         |
|                                    | Por Todo Chile                          | Partido Progresista                     | 198.834   | 3,3  | 1       |
| País                               | Por Todo Chile                          | 35.441                                  | 0,6       | –    |         |
| ↳ Gesamt                           | Por Todo Chile                          | 234.275                                 | 3,9       | 1    |         |
|                                    | Coalición Regionalista Verde            | Federación Regionalista Verde Social    | 94.634    | 1,6  | 4       |
| Democracia Regional Patagónica     | Coalición Regionalista Verde            | 20.555                                  | 0,3       | –    |         |
| ↳ Gesamt                           | Coalición Regionalista Verde            | 115.189                                 | 1,9       | 4    |         |
|                                    | Sumemos                                 | Amplitude                               | 60.912    | 1,0  | –       |
| Ciudadanos                         | Sumemos                                 | 30.198                                  | 0,5       | –    |         |
| Todos                              | Sumemos                                 | 2.874                                   | 0,0       | –    |         |
| ↳ Gesamt                           | Sumemos                                 | 93.984                                  | 1,6       | –    |         |
|                                    | Unión Patriótica                        | Unión Patriótica                        | 51.068    | 0,9  | –       |
|                                    | Partido de Trabajadores Revolucionarios | Partido de Trabajadores Revolucionarios | 4.661     | 0,1  | –       |
|                                    | Unabhängige                             | Unabhängige                             | 104.427   | 1,7  | 1       |
| Gesamt                             | Gesamt                                  | Gesamt                                  | 5.996.972 | 100  | 155     |
|                                    |                                         |                                         |           |      |         |
| Ungültige Stimmen                  | Ungültige Stimmen                       | Ungültige Stimmen                       | 676.859   | 10,1 |         |
| Wähler                             | Wähler                                  | Wähler                                  | 6.673.831 | –    |         |
|                                    |                                         |                                         |           |      |         |
| Quelle: SERVEL                     |                                         |                                         |           |      |         |

#### Senat
| Wahlbündnisse                   | Wahlbündnisse                | Listen                               | Stimmen   | %    | Mandate |
| ------------------------------- | ---------------------------- | ------------------------------------ | --------- | ---- | ------- |
|                                 | Chile Vamos                  | Renovación Nacional                  | 349.566   | 21,0 | 6       |
| Unión Demócrata Independiente   | Chile Vamos                  | 210.814                              | 12,7      | 4    |         |
| Evópoli                         | Chile Vamos                  | 67.790                               | 4,1       | 2    |         |
| ↳ Gesamt                        | Chile Vamos                  | 628.170                              | 37,7      | 12   |         |
|                                 | Nueva Mayoría                | Partido por la Democracia            | 200.309   | 12,0 | 4       |
| Partido Socialista de Chile     | Nueva Mayoría                | 125.199                              | 7,5       | 3    |         |
| Partido Radical Socialdemócrata | Nueva Mayoría                | 34.449                               | 2,1       | –    |         |
| Partido Comunista de Chile      | Nueva Mayoría                | 20.225                               | 1,2       | –    |         |
| ↳ Gesamt                        | Nueva Mayoría                | 380.182                              | 22,8      | 7    |         |
|                                 | Convergencia Democrática     | Partido Demócrata Cristiano de Chile | 238.179   | 14,3 | 3       |
| MAS Region                      | Convergencia Democrática     | 650                                  | 0,0       | –    |         |
| ↳ Gesamt                        | Convergencia Democrática     | 238.829                              | 14,3      | 3    |         |
|                                 | Frente Amplio                | Partido Humanista de Chile           | 62.178    | 3,7  | –       |
| Revolución Democrática          | Frente Amplio                | 38.205                               | 2,3       | 1    |         |
| Partido Liberal de Chile        | Frente Amplio                | 28.753                               | 1,7       | –    |         |
| Poder Ciudadano                 | Frente Amplio                | 28.474                               | 1,7       | –    |         |
| Partido Igualdad                | Frente Amplio                | 26.655                               | 1,6       | –    |         |
| ↳ Gesamt                        | Frente Amplio                | 184.265                              | 11,1      | 1    |         |
|                                 | Sumemos                      | Amplitude                            | 62.608    | 3,8  | –       |
| Ciudadanos                      | Sumemos                      | 45.634                               | 2,7       | –    |         |
| Todos                           | Sumemos                      | 4.753                                | 0,3       | –    |         |
| ↳ Gesamt                        | Sumemos                      | 112.995                              | 6,8       | –    |         |
|                                 | Por Todo Chile               | Partido Progresista                  | 15.944    | 1,0  | –       |
| País                            | Por Todo Chile               | 6.946                                | 0,4       | –    |         |
| ↳ Gesamt                        | Por Todo Chile               | 22.890                               | 1,4       | –    |         |
|                                 | Unión Patriótica             | Unión Patriótica                     | 7.273     | 0,4  | –       |
|                                 | Coalición Regionalista Verde | Federación Regionalista Verde Social | 2.397     | 0,1  | –       |
| Democracia Regional Patagónica  | Coalición Regionalista Verde | 518                                  | 0,0       | –    |         |
| ↳ Gesamt                        | Coalición Regionalista Verde | 2.915                                | 0,2       | –    |         |
|                                 | Unabhängige                  | Unabhängige                          | 88.700    | 5,3  | –       |
| Gesamt                          | Gesamt                       | Gesamt                               | 1.666.119 | 100  | 23      |
|                                 |                              |                                      |           |      |         |
| Ungültige Stimmen               | Ungültige Stimmen            | Ungültige Stimmen                    | 152.926   | 8,4  |         |
| Wähler                          | Wähler                       | Wähler                               | 1.819.045 | –    |         |
|                                 |                              |                                      |           |      |         |
| Quelle: SERVEL                  |                              |                                      |           |      |         |